# Àlbum conceptual
En música, un àlbum conceptual és un àlbum unificat per un tema comú, que pot ser instrumental, narratiu, en la composició o en les lletres. Els àlbums conceptuals són planificats, concebuts amb totes les seues cançons contribuint a un únic tema en general o a una història, sent aquesta història o pla el concepte. Aquesta és la diferència amb un àlbum normal d'una banda, compost per diverses cançons sense connexió entre si, escrites per la banda/artista o sent versions d'altres artistes/bandes. De vegades es considera com un àlbum conceptual a un disc amb un clima o "humor" en general, fent que una definició precisa del terme es faça molt problemàtica.
Per l'època que és coneguda com l'inici del rock contemporani (aproximadament per 1966, quan els crítics comencen a parlar de “rock” i de “pop” com dos gèneres separats) es comença a parlar de dos tipus d'àlbums conceptuals: aquells que essencialment tenien un cicle de cançons unides per un tema, com el Sgt. Pepper's Lonely Hearts Club Band -que no tenia una història- i aquells que presentaven una trama que es desenvolupava a través del disc, com el famós disc de Pink Floyd, The Wall. Els músics d'eixa època no van distingir entre aquestes dues categories, i qualsevol disc que encaixara en algun d'aquests dos tipus era considerat un àlbum conceptual. Amb tot, aquesta distinció és útil per a tractar de trobar com va ser el primer àlbum conceptual en cada categoria.
Altra dificultat a determinar si un disc "classifica" com un àlbum conceptual, sorgeix del fet que tant músics com fans veuen cada vegada més a un disc com una forma d'art unificada, no simplement un conjunt de cançons. Les cançons en diversos àlbums poden tenir un cert sentit de cohesió encara que no haja una unitat en les lletres o en l'estructura narrativa. Molts discos que no són en veritat conceptuals són sovint vists pels seus fanàtics com a tals. Els àlbums The Division Bell de Pink Floyd, Born to Run de Bruce Springsteen o Rust in Peace de Megadeth són bons exemples. En tots aquests casos, no va haver una intenció dels artistes a fer una cosa que semblara un àlbum conceptual. Alguns discos sense un tema o una estructura narrativa poden, això no obstant, tenir una estructura deliberada en la qual l'ordre que són escoltades les cançons expressa una intenció particular de l'artista. Un exemple és el disc Lateralus de Tool, que compta amb diverses variants en l'ordre de les cançons, moltes de les quals estan inspirades en teories o equacions matemàtiques.